# Bobby Breiter
Robert Breiter, detto Bobby (Losanna, 28 marzo 1909 – Losanna, 19 novembre 1985), è stato un hockeista su ghiaccio svizzero.

## Palmarès

### Olimpiadi invernali
- Bronzo a Sankt Moritz 1928 nell'hockey su ghiaccio.